# Манкевич, Валентин Ипполитович

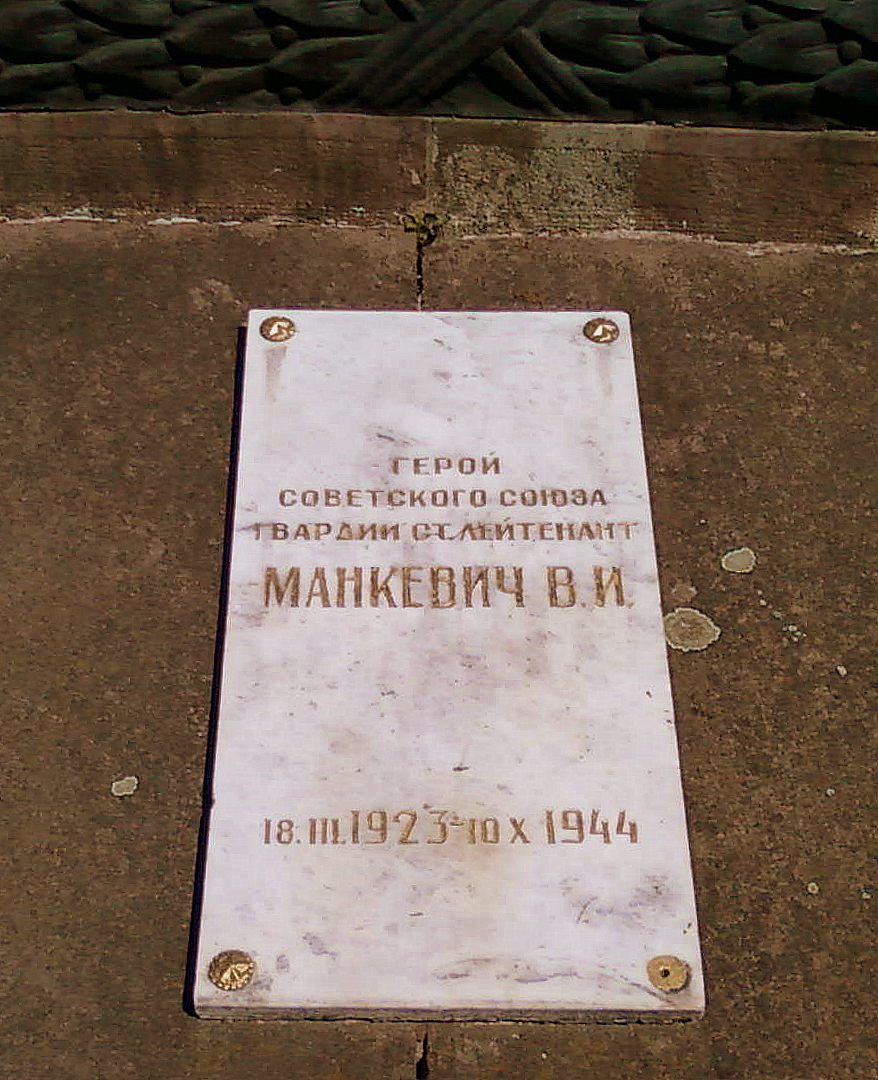
Место захоронения Героя Советского Союза В. И. Манкевича на Холме Славы во Львове.

Валенти́н Ипполи́тович Манке́вич (18 марта 1923, Ачинск — 10 октября 1944, Львов) — гвардии старший лейтенант, командир батареи 117-го гвардейского артиллерийского полка 118-й стрелковой дивизии 5-й гвардейской армии 1-го Украинского фронта, Герой Советского Союза.

## Биография
Валентин Манкевич родился в Сибири, в городе Ачинске (ныне Красноярский край), в семье красного партизана и чекиста Николая Осиповича Ниверновича, погибшего в 1925 году при исполнении служебных обязанностей. В 1926 году трёхлетнего Валю и его сестру усыновил-удочерил товарищ отца по военной службе Ипполит Николаевич Манкевич, женившийся на их матери.
В 1938 году отчим уехал работать на Север сначала в город Вологду, а через год — в город Онега Архангельской области, где семья Манкевичей поселилась в левобережном посёлке Поньга. Валентин окончил семилетку. Поступил на работу на лесопильный завод.

## Великая Отечественная война
В июне 1941 года добровольцем вступил в ряды Красной Армии и был направлен на фронт. Был ординарцем, потом служил в разведке. В 1943 году окончил 1-е Ленинградское артиллерийское училище имени Красного Октября. Через полгода, успешно завершив учёбу, младший лейтенант Манкевич возвратился на фронт и был назначен командиром взвода. Воевал на 1-м Украинском фронте.
За отличие в боях за Мелитополь был награждён орденом Красной Звезды.
Батарея гвардии старшего лейтенанта Манкевича считалась одной из лучших не только в полку, но и во всей дивизии. Десятки уничтоженных вражеских машин и сотни фашистов были на счету батареи. Молодого командира представили к очередной награде.
В составе войск 1-го Украинского фронта батарея Манкевича вела ожесточенные бои против фашистов на Львовском направлении.
13-15 августа 1944 года гвардии старший лейтенант В. И. Манкевич отличился в боях на Сандомирском плацдарме в Польше. Его батарея успешно отразила 11 контратак противника, уничтожила 3 танка, 6 бронетранспортёров, три 75-миллиметровых орудия, 6 станковых пулемётов и более 200 гитлеровцев.
Когда закончилась 11 атака, оказалось, что некем командовать и не из чего стрелять — бойцы погибли или были тяжело ранены, все орудия выведены из строя, кончились боеприпасы. Уцелела лишь походная радиостанция. Вражеская рота автоматчиков при поддержке восьми танков опять наступала. Тогда Манкевич нашёл единственный выход. Он передал в эфир свои координаты, что значило: «Вызываю огонь на себя!»
Двенадцатая атака гитлеровцев в районе деревни Хшанув захлебнулась, и фашисты с огромными потерями отступили. К месту боя подкатила наша мотопехота, подошли танки. Бойцы заметили окровавленное тело старшего лейтенанта Манкевича. Он был без обеих ног, тяжело ранен в лицо.
Указом Президиума Верховного Совета СССР от 23 сентября 1944 года за образцовое выполнение боевых заданий командования в боях на Сандомирском плацдарме и проявленные при этом мужество и героизм гвардии старшему лейтенанту Валентину Ипполитовичу Манкевичу присвоено звание Героя Советского Союза.
От полученных тяжелых ран 10 октября 1944 года В. И. Манкевич умер в госпитале и был похоронен во Львове на Холме Славы.

## Награды
- Медаль «Золотая Звезда» Героя Советского Союза.
- Орден Ленина.
- Орден Красной Звезды.

## Память
- Почётный гражданин Ачинска и Онеги.